# Holismo confirmacional
El holismo confirmacional, también llamado holismo epistemológico, sostiene que una teoría científica concreta no puede ser sometida a contrastación empírica de forma aislada; la puesta a prueba de una teoría siempre depende de otras teorías e hipótesis.
Por ejemplo, en la primera mitad del siglo XIX, los astrónomos observaban la trayectoria del planeta Urano para ver si seguía el camino previsto por la ley de la gravitación de Newton. Esto no sucedía. Había un número indeterminado de explicaciones posibles, tales como que las observaciones del telescopio eran erróneas debido a factores desconocidos; o que las leyes de Newton estaban equivocadas, o que Dios estaba causando la perturbación con el fin de poner en evidencia la soberbia de la ciencia moderna. Finalmente se consideró que había un planeta desconocido que estaba influyendo en la trayectoria de Urano, y que la hipótesis de que hay siete planetas en nuestro sistema solar era errónea. Le Verrier calculó la posición aproximada del planeta interferente y su existencia fue confirmada en 1846. Hoy en día lo llamamos Neptuno. 
Hay dos aspectos del holismo confirmacional. El primero es que las observaciones dependen de la teoría. Antes de aceptar las observaciones del telescopio se debe mirar la óptica del telescopio, el modo en que está montado, con el fin de asegurar que el telescopio está apuntando en la dirección correcta y que la luz viaja a través del espacio en línea recta (o al menos que se pueda considerar que así sea, aunque la teoría de la relatividad de Einstein lo niega). El segundo es que la evidencia (esto es, los datos) es por sí sola  insuficiente para determinar, en el caso de teorías rivales compatibles con los datos, cuál de ellas es la correcta. Así, cada una de las alternativas mencionadas en el párrafo anterior podría haber sido correcta, pero solo una de ellas fue finalmente aceptada.
Que las teorías sólo puedan ser testeadas por su relación con otras teorías implica que siempre se puede declarar que los resultados de las contrastaciones que refutarían a una teoría científica, en realidad no lo hacen en absoluto. En lugar de ello, se puede sostener que esos resultados chocan con las predicciones porque alguna otra teoría es falsa o desconocida. Quizá el equipo de pruebas esté desalineado o quizá haya materia oscura en el universo que sea la causante de los extraños movimientos de algunas galaxias.
El hecho de que no sea posible determinar qué teoría es refutada por datos inesperados significa que los científicos deben juzgar qué teorías aceptar y cuáles rechazar. La lógica por sí sola no sirve de guía en estas decisiones.

## La teoría depende de las observaciones
Si se supone que una teoría T implica una consecuencia observacional O:
{\displaystyle T\rightarrow O}
Pero la observación a la que se refiere O, sin embargo, no se realiza, por tanto
{\displaystyle \sim O}
Por Modus tollens, 
{\displaystyle \sim T}
Todas las observaciones hacen uso de asunciones previas, lo que puede simbolizarse como:
{\displaystyle O\equiv \left(p_{1}\wedge p_{2}\wedge p_{3}\cdots p_{n}\right)}
y, por tanto,
{\displaystyle \sim O\equiv \sim \left(p_{1}\wedge p_{2}\wedge p_{3}\cdots \wedge p_{n}\right)}
Que por la ley de De Morgan equivale a
{\displaystyle \sim \left(p_{1}\wedge p_{2}\wedge p_{3}\cdots \wedge p_{n}\right)\equiv \left(\sim p_{1}\vee \sim p_{2}\vee \sim p_{3}\cdots \vee \sim p_{n}\right)}.
En palabras, el no obtener el resultado predicho en alguna observación sólo implica el fallo de al menos una de las asunciones bajo las que se realizó la observación. Siempre es posible rechazar o falsear aparentemente observaciones asegurando que sólo una de las asunciones es falsa; dado hay un número indeterminado de tales asunciones, cualquier observación puede hacerse potencialmente compatible con cualquier teoría. Así que es bastante válido emplear una teoría para rechazar una observación.

## Subdeterminación de una teoría por los datos
De igual forma, una teoría consiste de una conjunción indeterminada de hipótesis,
{\displaystyle T\equiv \left(h_{1}\wedge h_{2}\wedge h_{3}\cdots \wedge h_{n}\right)}
y
{\displaystyle \sim T\equiv \sim \left(h_{1}\wedge h_{2}\wedge h_{3}\cdots \wedge h_{n}\right)}
que implica que
{\displaystyle \sim \left(h_{1}\wedge h_{2}\wedge h_{3}\cdots \wedge h_{n}\right)\equiv \left(\sim h_{1}\vee \sim h_{2}\vee \sim h_{3}\cdots \vee \sim h_{n}\right)}
En palabras, el fallo de una teoría implica el fallo de al menos una de las hipótesis que conforman a la teoría. Siempre es posible resucitar una teoría falseada asegurando que sólo una de las hipótesis que conforman a la teoría es falsa; de nuevo, dado que hay un número indeterminado de tales hipótesis, cualquier teoría podría hacerse compatible con cualquier observación particular. En consecuencia en principio es imposible determinar si la teoría es falsa acudiendo sólo a la evidencia.

## Esquemas conceptuales
El contexto de una teoría (esquema formal conceptual) está tan expuesto a la revisión como el “contenido” de la teoría. El aforismo que empleó Willard Quine es: las teorías se enfrentan al tribunal de la experiencia como un todo. Esta idea presenta problemas en la distinción analítico-sintética porque (bajo el punto de vista de Quine) tal distinción supone que algunos factores son únicamente verdades del lenguaje pero el esquema conceptual está tan expuesto a la revisión como el contenido sintético, por lo tanto no puede haber distinción entre contexto y contenido, y tampoco distinción entre lo analítico y lo sintético.
Un resultado del holismo confirmacional es la subdeterminación de las teorías: si todas las teorías (y las proposiciones que derivan de ellas) de lo que existe no están suficientemente determinadas por los datos empíricos, cada teoría con su interpretación de la evidencia es igualmente justificable. Por lo tanto, la concepción del mundo griega que incorpora los dioses homéricos es tan creíble como la concepción de los físicos de las ondas electromagnéticas.
Mientras que la subdeterminación no invalida el principio de falsabilidad presentado por primera vez por Karl Popper, el mismo Popper reconoció que las modificaciones ad hoc continuas de una teoría proporcionan un medio para evitar falsarla. A este respecto, el principio de parsimonia, o Navaja de Occam, desempeña un papel importante. Este principio presupone que ante varias teorías que explican el mismo fenómeno hay que preferir la más simple —la que depende menos de las modificaciones ad hoc.[cita requerida]